# Amt Lachem
Das Amt Lachem war ein historisches Verwaltungsgebiet des Königreichs Hannover.

## Geschichte
Lachem bildete ursprünglich eine Vogtei innerhalb der Grafschaft Schaumburg, von der nach dem Aussterben des alten Schaumburger Grafenhauses 1640 ein Teil (mit dem Sitz des Vogtes) an die Welfen fiel und seither eine calenbergische Amtsvogtei bildete. Nach dem Ende des Königreichs Westphalen wurde der Bezirk – obwohl er lediglich zwei Kirchspiele umfasste – als Amt wiederhergestellt, jedoch 1823 mit dem Amt Aerzen und der Stadtvogtei Hameln zum Amt Hameln vereinigt und der Amtssitz nach Hameln verlegt.

## Gemeinden
Das Amt umfasste folgende Gemeinden:
- Dehmkerbrock
- Egge
- Halvestorf
- Hemeringen
- Herkendorf
- Lachem

- Karte mit allen verlinkten Seiten:
- OSM |
- WikiMap

## Amtmänner
- 1814–1820: Ernst Julius Wilhelm Adolph von Stockhausen, Drost
- 1820: Ernst Wilhelm August Heinrich von Honstedt, Drost
- 1822: Georg Nanne, Amtsassessor